# پرفشاری خون در دوران بارداری
پرفشاری خون در دوران بارداری (انگلیسی: Hypertensive disease of pregnancy) یا فشار خون بالا در مادران باردار گروهی از ناهنجاری‌های همراه با فشار خون بالا است که شامل پره‌اکلامپسی، «پره‌اکلامپسی سوار بر فشار خون مزمن قبلی»، فشارخون بارداری و پُرفشاری مزمن خون است.
اختلالات فشار خون مادر در حدود ۲۰٫۷ میلیون زن در سال ۲۰۱۳ رخ داده‌است. حدود ۱۰ درصد از حاملگی‌ها در سراسر جهان به دلیل بیماری‌های فشار خون دچار عارضه می‌شوند. در ایالات متحده آمریکا، بیماری‌های فشار خون بارداری حدود ۸ تا ۱۳ درصد از بارداری‌ها را تحت تأثیر خود قرار می‌دهند. شیوع این بیماری‌های در کشورهای در حال توسعه افزایش یافته‌است و منجر به ۲۹٬۰۰۰ مرگ در سال ۲۰۱۳ شده که کمتر از ۳۷٬۰۰۰ مرگ در سال ۱۹۹۰ است. این ناهنجاری‌ها یکی از سه علت اصلی مرگ مادران در دوران بارداری (۱۶٪) همراه با خونریزی بعد از زایمان (۱۳٪) و تب نفاسی (۲٪) هستند.

## علائم و نشانه‌ها
اگرچه بسیاری از زنان باردار مبتلا به فشار خون بالا، نوزادان سالم و بدون مشکل جدی دارند، اما فشار خون بالا می‌تواند هم برای مادر و هم برای نوزاد خطرناک باشد. زنانی که از قبل بارداری یا به مدت طولانی فشار خون بالایی داشته‌اند، بیشتر از زنانی که فشار خون طبیعی دارند، در معرض عوارض خاصی از بارداری هستند. با این حال، برخی از زنان بدون هیچ سابقهٔ قبلی در دوران بارداری دچار فشار خون بالا می‌شوند (که به آن فشارخون بارداری گفته می‌شود).
پرفشاری مزمن کنترل نشده قبل و در طول بارداری، زن باردار و کودکش را در معرض مشکلاتی خاص قرار می‌دهد. در مادران خطراتی مانند پره‌اکلامپسی، جدا شدن جفت (که طی آن جفت از دیواره رحم جدا می‌شود) و دیابت بارداری همراه است. این زنان همچنین با پیامدهای بد دیگری چون زایمان زودرس، داشتن نوزادی کوچک و نحیف (به نسبت سن حاملگی) و حتی مرگ نوزاد مواجه هستند.

## عوامل خطرساز
برخی از زنان در معرض خطر بیشتری برای ابتلا به فشار خون در دوران بارداری هستند:
- زنان مبتلا به فشار خون مزمن (فشار خون بالا پیش از باردار شدن).
- زنانی که در دوران بارداری قبلی، دچار فشار خون بالا یا پره‌اکلامپسی شده‌اند، به خصوص اگر این شرایط در اوایل دوران بارداری رخ داده باشد.
- زنانی که قبل از بارداری چاق هستند
- زنان باردار زیر ۲۰ سال یا بالای ۴۰ سال
- زنانی که بیش از یک نوزاد در شکم دارند.
- زنان مبتلا به دیابت، بیماری کلیوی، روماتیسم مفصلی، لوپوس منتشر یا اسکلرودرمی[۷]

## تشخیص
هیچ آزمایش منفردی برای پیش‌بینی یا تشخیص پره‌اکلامپسی وجود ندارد. علائم مهم این دسته از ناهنجاری‌ها، افزایش فشار خون و وجود پروتئین در ادرار (پروتئینوری) است. علائم دیگری که احتمالاً با پره‌اکلامپسی رخ می‌دهد شامل سردردهای مداوم، تاری دید یا حساسیت به نور و همچنین شکم‌درد است.
البته سایر بیماری‌ها نیز ممکن است چنین نشانه‌هایی ایجاد کنند. این علائم همچنین ممکن است در حاملگی‌های بی مشکل نیز رخ دهند. مراجعات منظم به پزشک برای ردیابی پرفشاری خون و اندازه‌گیری سطح پروتئین در ادرار، انجام برخی آزمایش‌های خونی که نشانه‌های پره اکلامپسی را تشخیص می‌دهند، و نظارت دقیق‌تر بر میزان رشد جنین در نظر گرفته شده‌است.

### طبقه‌بندی بیماری
در طبقه‌بندی ناهنجاری‌های فشار خون بارداری از ۴ زیرگروه استفاده می‌شود که توسط کارگروه برنامه آموزش ملی فشار خون بالا در ایالات متحده در مورد فشار خون بالا در بارداری توصیه شده‌است:
1. فشار خون مزمن
2. پره‌اکلامپسی-اکلامپسی
3. پره‌اکلامپسی بر فشار خون مزمن
4. فشارخون بارداری (فشار خون گذرا بارداری یا فشار خون مزمن که در نیمه دوم بارداری شناسایی شده‌است).

عنوان «پرفشاری خون در دوران بارداری» بر اصطلاح قدیمی تر اما پرکاربرد «فشار خون ناشی از بارداری» (PIH) ترجیح داده می‌شود زیرا دقیق‌تر است. اصطلاح جدید فعلی صرفاً ارتباط حاملگی را با شروع پرفشاری یا نخستین تشخیص فشار خون بالا نشان می‌دهد. مسئله علیت، اگرچه از نظر بیماری‌زایی جالب است، اما برای بیشتر اهداف درمانی-مراقبتی اهمیتی ندارد. در این طبقه‌بندی نشانگان هلپ را نوعی پره اکلامپسی در نظر گرفته و نه یک بیماری مجزا و موازی.

### پرفشاری مزمن خون
پرفشاری مزمن خون نوعی فشار خون بالا در یک زن باردار است که پیش از حاملگی و بسته شدن نطفه وجود داشته‌است، در اوایل بارداری تشخیص داده می‌شود یا به‌طور قابل توجهی پس از پایان بارداری ادامه می‌یابد. این بیماری حدود ۵ درصد از تمام حاملگی‌ها را تحت تأثیر قرار می‌دهد و می‌تواند یک اختلال اولیه فشار خون یا ثانویه به بیماری دیگری باشد و به دلیل خودِ بارداری نیست.
معیارهای تشخیصی فشار خون مزمن است که در دست‌کم دو اندازه‌گیری جداگانه فشار خون با فاصله حداقل چهار ساعت از هم، فشار خون سیستولیک مساوی یا بیش از ۱۴۰ میلی‌متر جیوه و فشار خون دیاستولیک مساوی یا بیش از ۹۰ میلی‌متر جیوه یا هر دو باشد، که پیش از بارداری یا پیش از هفته ۲۰ بارداری کشف شود یا آنکه دست‌کم ۱۲ هفته پس از زایمان ادامه داشته باشد. با این حال، در مورد کاربرد استفاده از آستانه‌های پایین‌تر عددی برای تشخیص فشار خون مزمن، اختلاف نظر وجود دارد که با توصیه‌های اخیر «کالج قلب و عروق آمریکا» و «انجمن قلب آمریکا» برای تشخیص پرفشاری خون در بزرگسالان سازگارتر است. در حال حاضر اگر پرفشاری مزمن خون در بارداری از ۱۵۹ میلی‌متر جیوه سیستولیک و ۱۰۹ میلی‌متر جیوه دیاستولیک تجاوز نکند، خفیف تلقی می‌شود و اگر فشار سیستولیک بیش از ۱۶۰ میلی‌متر جیوه یا دیاستولیک ۱۱۰ میلی‌متر جیوه باشد، شدید تلقی می‌شود، اگرچه در مورد مناسب‌ترین محدودیت‌ها برای این تعریف نیز اختلاف نظر وجود دارد.
از آنجایی که پرفشاری مزمن خون می‌تواند به شکل‌های شدیدتر آن مبدل شود، تشخیص دقیق این بیماری در مراحل اولیه، ترجیحاً پیش از بارداری، و شروع مدیریت درمانی برای کنترل فشار خون حائز اهمیت است. چنین کاری در بیشتر مواقع دشوار است، چرا که بسیاری از بانوان باردار ممکن است به‌طور منظم به پزشک مراجعه نکنند یا ممکن است نخستین مراجعه اش برای مراقبت‌های دوران بارداری در در سه‌ماهه دوم باشد.

### پره‌اکلامپسی و اکلامپسی
پره‌اکلامپسی یک عارضه پزشکی است که معمولاً بعد از هفته ۲۰ بارداری ایجاد می‌شود و به‌طور معمول دو نشانهٔ پرفشاری خون تازه‌کشف‌شده (فشار خون بیش از ۱۴۰ روی ۹۰ میلی‌متر جیوه) و پروتئینوری را داراست.
پره‌اکلامپسی یکی از علل اصلی بروز عوارض جنینی است که شامل کم‌وزنی هنگام تولد، زایمان زودرس و مرده‌زایی است. به زنان مبتلا به پره‌اکلامپسی توصیه می‌شود که پس از هفته ۳۷ بارداری، فرزند خود را به دنیا بیاورند تا خطر عوارض شدید را به حداقل برسانند.
پره‌اکلامپسی همچنین می‌تواند در صورتی مد نظر باشد که زن باردار هم فشار خون بالا داشته باشد و هم به‌طور همزمان یک یا بیشتر از نشانه‌های آسیب شدید به اعضا داخلی بدن را داشته باشد. علائم آسیب شدید عضوی عبارتند از:
- پرفشاری شدید خون (فشار خون بیش از ۱۶۰ روی ۱۱۰)
- ترومبوسیتوپنی
- افزایش سطح کراتینین یا بالا رفتن ناگهانی کراتینین در خون
- افزایش آنزیم‌های کبدی
- ادم ریه
- سردردهای جدید یا مداوم که به داروهای مسکن پاسخ نمی‌دهند.
- تاری دید یا تغییر در دید

اگر یک زن مبتلا به پره‌اکلامپسی هر یک از این علائم آسیب شدی عضوی را داشته باشد، وضعیت او به عنوان پره‌اکلامپسی با خصوصیات شدید طبقه‌بندی می‌شود. این تشخیص حتی اگر بیمار پروتئینوری نداشته باشد نیز ممکن است در نظر گرفته شود. زنان مبتلا به پره اکلامپسی با ویژگی‌های شدید تشویق می‌شوند تا پس از هفته ۳۴ بارداری، کودک را به دنیا بیاورند تا خطرات عوارض شدید حاصله را به حداقل برسانند.
پره‌اکلامپسی همچنین ممکن است در زنان باردار با حمله صرع تظاهر یابد. در این حالت بیمار مبتلا به اکلامپسی تشخیص داده می‌شود
هیچ راه اثبات شده‌ای برای پیشگیری از پره‌اکلامپسی/اکلامپسی وجود ندارد. با این حال، بیشتر زنانی که علائم پره‌اکلامپسی را دارند، برای کاهش یا اجتناب از عوارض آن، به‌دقت تحت‌نظر هستند. تنها راه «درمان» پره اکلامپسی/اکلامپسی، انجام فوری زایمان یا سقط جنین است.

#### اکلامپسی
اکلامپسی یکی از انواع نگران‌کننده پره‌اکلامپسی است که در آن زن بارداری که پیش تر علائم پرفشاری شدید خون داشت، حالا دچار تشنج‌های جدید گسترده می‌گردد یا به کما می‌رود. تا ۷۰ درصد از بیماران مبتلا به اکلامپسی عوارض مرتبط با بارداری را تجربه خواهند کرد. این عوارض شامل نشانگان هلپ، نارسایی حاد کلیه، انعقاد درون‌رگی منتشر و چند عارضه دیگر است.

#### نشانگان هلپ
نشانگان هلپ نوعی پره‌اکلامپسی با خصوصیات شدید است که شامل افزایش همولیز خون، افزایش آنزیم‌های کبدی و کاهش سطح پلاکت است. در حالی که اکثر زنان مبتلا به نشانگان هلپ دارای پرفشاری خون و پروتئینوری هستند، تا ۲۰٪ موارد نشانگان هلپ با این علائم رایج پره‌اکلامپسی تظاهر نمی‌یابند. با این حال، همانند پره‌اکلامپسی، نشانگان هلپ نیز می‌تواند منجر به کم‌وزنی نوزاد هنگام تولد و همچنین تولد زودرس جنین/نوزاد شود. میزان میزان مرگ‌ومیر جنین/نوزادی در نشانگان هلپ بین ۷ تا ۲۰ درصد است.

### پره اکلامپسی سوار بر پرفشاری مزمن خون
این وضعیت زمانی رخ می‌دهد که یک زن باردار مبتلا به پرفشاری مزمن خون، علائم پره‌اکلامپسی را از خود نشان دهد، که معمولاً به عنوان شروع پروتئینوری جدید به میزان بیش از ۳۰ میلی‌گرم در دسی لیتر (۱+ در نوار سنجش آزمایشگاه) در حداقل ۲ نمونه ادرار تصادفی تعریف می‌شود که با فاصله زمانی مساوی یا بیشتر از ۴ ساعت (اما در یک بازه زمانی ۷ روزه) جمع‌آوری شده باشد. یا آنکه در یک بازهٔ ۲۴ ساعته میزان پروتئین ادرار ۰٫۳ گرم باشد. مانند پره‌اکلامپسی معمولی، پره‌اکلامپسی اضافه‌شده هم می‌تواند با خصوصیات شدید همراه باشد که به این صورت تعریف می‌شود: فشار خون سیستولیک مساوی یا بیش از ۱۶۰ میلی‌متر جیوه یا فشار خون دیاستولیک مساوی یا بیش از ۱۱۰ میلی‌متر جیوه علیرغم تشدید درمان‌های ضد فشار خون؛ ترومبوسیتوپنی (تعداد پلاکت کمتر از ۱۰۰٬۰۰۰ در میکرولیتر)؛ اختلال در عملکرد کبد؛ نارسایی کلیوی جدید با تشدیدشونده؛ ادم ریوی؛ یا اختلالات پایدار مغزی یا بینایی. در نتیجه، این نوع از پره‌اکلامپسی را نیز می‌توان بدون حضور پروتئینوری در تشخیص‌های افتراقی در نظر گرفت، زمانی که افزایش ناگهانی فشار خون که قبلاً به خوبی کنترل شده بود، با خصوصیات شدید پره‌اکلامپسی همراه باشد.

### فشارخون بارداری
فشارخون بارداری یک تشخیص موقت است که شامل افزایش جدید فشار خون در یک زن باردار است که معمولاً بعد از هفته ۲۰ بارداری ایجاد می‌شود، اما هیچ نشانه ای از پروتئینوری یا سایر ویژگی‌های مرتبط با پره اکلامپسی وجود ندارد. تا ۵۰ درصد از بیماران مبتلا به فشارخون بارداری به نوعی از پره‌اکلامپسی مبتلا خواهند شد.
فشارخون بارداری به‌طور معمول تا ۱۲ هفته پس از زایمان برطرف می‌شود. در این صورت آن را به عنوان فشار خون گذرا حاملگی در نظر می‌گیرند. اگر فشار خون افزایش یافته تا ۱۲ هفته پس از زایمان برطرف نشود، می‌گویند بیماریِ آن فرد پرفشاری مزمن خون است.

## پیشگیری
پرفشاری خون را می‌توان پیش از بارداری کنترل کرد. یکی از راه‌های کنترل تجویز دارو است. برخی از داروها برای کنترل فشار خون در دوران بارداری مطلوب نیستند، مانند بازدارنده‌های آنزیم مبدل آنژیوتانسین (ACEIs) و مسدودکننده گیرنده آنژیوتانسین ۲ (AII).  کنترل بر افزایش وزن در دوران بارداری می‌تواند به کاهش خطر ابتلا به پرفشاری خون در دوران بارداری کمک کند.
شواهد محدودی وجود دارد که نشان می‌دهند مکمل‌های کلسیم ممکن است خطر پره‌اکلامپسی یا مرده‌زایی جنین را کاهش دهد، اما مشخص نیست که آیا مزایای دیگری هم دارند یا خیر.

## مدیریت درمان
تنها راه برای درمان قطعی پرفشاری خون در دوران بارداری (یعنی پره‌اکلامپسی/اکلامپسی، فشار خون بارداری و غیره) زایمان جنین است. این امر از پیشرفت بیشتر عوارض مربوط به فشار خون بالا در مادر و جنین جلوگیری می‌کند؛ بنابراین، به‌عنوان نخستین رویکرد درمانی، پزشک متخصص باید القای زایمان زودرس را در نظر داشته باشد. زمان دقیق القای زایمان، به شدت علائم مربوط به بیماری و همچنین وضعیت پزشکی مادر و جنین بستگی دارد. به‌طور کلی، در مادران مبتلا به پره‌اکلامپسی، اگر سن حاملگی بیش از ۳۷ هفته باشد، القای زایمان انجام می‌شود. در بیماران مبتلا به پره‌اکلامپسی با علائم شدید یا اکلامپسی، زمانی که سن حاملگی بیش از ۳۴ هفته باشد، زایمان القا می‌شود. در بیماران مبتلا به پرفشاری خون حاملگی و بدون حضور علائم شدید آن، زایمان به‌طور کلی در «ترم کامل» القا می‌شود.
در مواردی که جنین هنوز به سن حاملگی ایمن برای زایمان نرسیده‌است (کاملا نارس است)، درمان بر مدیریت علائم متمرکز است تا به جنین فرصت بیشتری برای تکامل داده شود. در زنان مبتلا به فشارخون بارداری، برخی مطالعات نشان داده‌اند که استفاده از «آسپرین بچه» ممکن است از پیشرفت این بیماری به پره‌اکلامپسی/اکلامپسی جلوگیری کند و خطر عوارض مرتبط با افزایش فشار خون را کاهش دهد.
زنان باردار مبتلا به پرفشاری مزمن خون که قبل یا در اوایل بارداری تشخیص داده شده‌اند، باید برای شناسایی علت زمینه ای فشار خون بالا و همچنین آسیب احتمالی اعضا داخلی مهم بدن، مانند آسیب قلبی و کلیوی مورد ارزیابی قرار گیرند. اگرچه اکثر موارد پرفشاری مزمن خون، از نوع «پرفشاری اولیه خون» هستند و بنابراین به عنوان «پرفشاری اساسی» طبقه‌بندی می‌شوند، اما علل ثانویه دیگری مانند بیماری‌های کلیوی، عروقی و غدد درون‌ریز نیز باید در نظر گرفته شوند، به ویژه هنگامی که پرفشاری مزمن خون تظاهری نامعمول دارد، مثلا در سنین پایین یا مقاوم به درمان با داروهای خط اول. اگر آسیب اعضا داخلی وجود داشته باشد یا علت زمینه‌ای فشار خون بالا شناسایی شود، این علل زمینه‌ای نیز باید درمان شوند. زنان مبتلا به پرفشاری مزمن خون در دوران بارداری باید به دقت تحت نظر باشند، زیرا احتمال ابتلای آنها به پره‌اکلامپسی، که وضعیتی بسیار شدیدتر با خطرات جدی برای مادر و جنین است، پنج برابر بیشتر از افراد دارای فشار خون طبیعی است.
برای تمام اختلالات فشار خون بارداری، یک جزء اصلی مراقبت، مدیریت فشار خون است. بدین منظور باید از داروهای ضد فشار خون استفاده کرد و فعالیت بدنی فرد مورد نظر محدود کرد تا خطر سکته مغزی کاهش یابد. برای جلوگیری از بروز تشنج در زنان مبتلا به پره‌اکلامپسی یا اکلامپسی، سولفات منیزیم تجویز می‌شود. با توجه به افزایش خطر عوارض بیماری بلافاصله پس از زایمان، درمان باید از زمان تشخیص عارضه تا چند هفته پس از زایمان ادامه یابد.

## پیش‌آگهی
اثرات فشار خون بالا در دوران بارداری بسته به نوعِ آن و سایر عوامل متفاوت است. پره‌اکلامپسی به‌طور کلی خطر ابتلای بعدی به پرفشاری مزمن خون یا سایر مشکلات قلبی را در زنان افزایش نمی‌دهد. در زنان با فشار خون طبیعی که پس از هفته بیستم بارداری نخست‌شان دچار پره‌اکلامپسی می‌شوند، عوارض کوتاه‌مدت از جمله پرفشاری خون، معمولاً در عرض حدود شش هفته پس از زایمان از بین می‌روند.
با این حال، برخی از زنان ممکن است در آینده در معرض ابتلا به فشار خون بالا یا سایر بیماری‌های قلبی باشند. تحقیقات بیشتری برای تعیین اثرات طولانی‌مدت اختلالات فشار خون بالا در بارداری و ایجاد روش‌های بهتر برای شناسایی، تشخیص و درمان زنانِ در معرضِ خطر مورد نیاز است.
حتی با آنکه پرفشاری خون و اختلالات مرتبط با آن در دوران بارداری ممکن است جدی باشند، اما بیشتر زنان مبتلا به فشار خون بالا و آنهایی که دچار پره‌اکلامپسی می‌شوند، بارداری موفقی دارند. دریافت مراقبت‌های اولیه و منظم دوران بارداری برای زنان باردار برای شناسایی و درمان اختلالات فشار خون مهم است.

## همه‌گیرشناسی
در ایالات متحده آمریکا عوارض ناشی از فشار خون بالا در شش تا هشت درصد از تمام بارداری‌ها رخ می‌دهد که حدود ۷۰ درصد از آنها برای نخستین بار است. در سال ۱۹۹۸، تنها بیش از ۱۴۶٬۳۲۰ مورد پره‌اکلامپسی تشخیص داده شد.
اگرچه در ایالات متحده آمریکا نسبت حاملگی‌ها به فشارخون بارداری و اکلامپسی در دهه گذشته تقریباً ثابت مانده‌است، اما میزان پره‌اکلامپسی تقریباً یک سوم افزایش یافته‌است. این افزایش تا حدی به‌دلیل افزایش تعداد مادران مسن‌تر و چند قلوزایی است که در آنها پره‌اکلامپسی شایع‌تر است. به عنوان مثال، بر اساس گزارش «مرکز ملی آمار سلامت»، در سال ۱۹۹۸، نرخ زاد و ولد در میان زنان ۳۰ تا ۴۴ ساله و همچنین تعداد زایمان‌های زنان ۴۵ ساله و بالاتر، در بیشترین سطح خود در سه دهه گذشته بوده‌است. علاوه بر اینها، مابین سال‌های ۱۹۸۰ و ۱۹۹۸، میزان تولدهای دوقلو حدود ۵۰ درصد به‌طور کلی و ۱٬۰۰۰ درصد در میان زنان ۴۵ تا ۴۹ ساله افزایش یافته‌است. نرخ سه قلو و چندقلویی در کل بیش از ۴۰۰ درصد و در میان زنان ۴۰ ساله، ۱٬۰۰۰ درصد افزایش یافت.

## یادداشت
1. ↑  به انگلیسی: full term